# Toby Gee
Toby Gee (* 2. Januar 1980) ist ein britischer Mathematiker, der sich mit  Zahlentheorie befasst.
Gee studierte an der University of Cambridge (Trinity College), erhielt 2000 den Bachelor-Abschluss und wurde Senior Wrangler und wurde 2004 am Imperial College London bei Kevin Buzzard promoviert (Companion forms over totally real fields). Als Post-Doktorand war er bis 2010 Benjamin Peirce Lecturer an der Harvard University und 2010/11 war er Assistant Professor an der Northwestern University. Danach ging er wieder an das Imperial College in London als Senior Lecturer und wurde dort 2013 Professor.
2011 bis 2013 war er Sloan Research Fellow. 2012 erhielt er den Whitehead-Preis und den Leverhulme Prize und 2014 wurde er Fellow der American Mathematical Society. 2016 erhielt er einen Wolfson Research Merit Award der Royal Society und 2012 einen ERC Starting Grant. 2020 erhielt er einen ERC Advanced Grant (p-adic Langlands and the Emerton-Gee-Stack). 2024 wurde Gee zum Mitglied der Royal Society gewählt.
Er befasst sich mit arithmetischer Geometrie, automorphen Formen und dem p-adischen Langlands-Programm, das Verbindungen von p-adischen Galois-Darstellungen und automorphen Formen herstellt. Hier führte er mit Matthew Emerton neue geometrische Methoden ein (Emerton-Gee-Stack). Mit Mark Kisin bewies er die Breuil-Mèzard-Vermutung für potentielle Barsotti-Tate-Darstellungen und mit Thomas Barnet-Lamb und David Geraghty die Sato-Tate-Vermutung für Hilbertsche Modulformen.

## Schriften (Auswahl)
- Automorphic lifts of prescribed types, Mathematische Annalen, Band 350, 2011, S. 107–144, Arxiv
- On the weights of mod p Hilbert modular forms, Inventiones Mathematicae, Band 184, 2011, S. 1–46, Arxiv
- mit Thomas Barnet-Lamb, David Geraghty: The Sato–Tate conjecture for Hilbert modular forms, Journal of the American Mathematical Society, Band 24, 2011, S. 411–469. Arxiv
- mit M. Emerton: A geometric perspective on the Breuil–Mézard conjecture, Journal of the Institute of Mathematics of Jussieu, Band 13, 2014, S. 183–223, Arxiv
- mit Mark Kisin: The Breuil–Mézard Conjecture For Potentially Barsotti–Tate Representations, Forum of Mathematics, Pi. 2, 2014, e1, Arxiv
- mit T. Barnet-Lamb, D. Geraghty, R. Taylor: Potential automorphy and change of weight, Annals of Mathematics, Band 179, 2014, S. 501–609, Arxiv
- mit K. Buzzard: The conjectural connections between automorphic representations and Galois representations, in: Automorphic Forms and Galois Representations, London Math. Soc. Lecture Note Series 414, 2015, S. 135–187, Arxiv
- mit Ana Caraiani, Matthew Emerton, D. Geraghty, V. Paskunas, S. W. Shin: Patching and the p-adic local Langlands correspondence, Cambridge Journal of Math., Band 4, 2016, Nr. 2, S. 197–287. Arxiv
- mit A. Caraiani, M. Emerton, D. Geraghty, V. Paskunas, S. W. Shin: Patching and the p-adic Langlands program for GL2(Qp), Compositio Math., Band 154, 2018, S. 503–548. Arxiv
- mit P. Allen, Frank Calegari, A. Caraiani, D. Helm, B. Le Hung, J. Newton, Peter Scholze, Richard Taylor, Jack Thorne: Potential automorphy over CM fields,Arxiv 2018